# سامسونج جالكسي زي فولد 2
سامسونج جالكسي زيد فولد 2 هو هاتف ذكي من إلكترونيات سامسونج ضمن سلسلة جالكسي زيد يعمل بنظام أندرويد تم الكشف عنه عام 2020.

## الخصائص
- نظام التشغيل: أندرويد 10
- الكاميرا الأمامية: 10 ميجابكسل
- الكاميرا الخلفية: 12 ميجابكسل
- الوزن: 279 غ (9.8 أونصة)
- المعالج: 09 جيجا هرتز ثماني النواة
- الذاكرة: 256 جيكابابت
- التخزين: 12 جيكابايت

## وصلات خارجية
- الموقع الرسمي